# ميخائيل كول (لاعب كرة قدم بريطاني)
ميخائيل كول (بالإنجليزية: Michael Cole)‏ هو لاعب كرة قدم بريطاني في مركز الدفاع، ولد في 9 يونيو 1937 في إيلفورد ‏ في المملكة المتحدة. لعب مع نورويتش سيتي.